# Герб Комсомольского района
Герб Комсомо́льского муниципального района Хабаровского края Российской Федерации — опознавательно — правовой знак, составленный в соответствии с правилами геральдики, служащий символом муниципального образования.
Герб утверждён Решением Совета депутатов Комсомольского района 30 апреля 2003 года.
Герб внесён в Государственный геральдический регистр Российской Федерации под номером 1348.

## Описание герба
«В зелёном поле окаймлённый серебром лазоревый столб и поверх всего — два противопоставленных золотых медведя, держащих фигуру, состоящую из двух черных брусков по краям и составной черно-серебряной дуги посередине; в лазоревой зубчатой главе — золотое восходящее солнце (без изображения лица)»

## Описание символики
В гербе муниципального района изображены на зелёном поле с гористыми вырезами в верхней части и голубым изображением реки Амур в центре два золотых медведя, объясняющих муниципальный статус района, держащих в лапах символический железнодорожный мост (уникальное гидротехническое сооружение, находящееся на территории района).
Белая кайма на символе реки указывает на то, что муниципальный район принадлежит к местностям, приравненным к районам Крайнего Севера, и отличается экологической чистотой.
В верхней голубой части геральдического щита — золотое восходящее солнце, в знак географического месторасположения муниципального района.

## История Герба
В 1998 году в Комсомольском районе проходил конкурс на лучший проект герба района, но решение об утверждении герба в тот период принято не было.
Впервые герб района был утверждён 10 июня 2003 года Решением Совета депутатов Комсомольского района.
20 ноября 2003 года решением Геральдического совета при Президенте Российской Федерации герб был внесён в Государственный геральдический регистр РФ.
25 мая 2005 года Решением № 50 Собрания депутатов Комсомольского муниципального района было принято Положение о гербе района. В Положении было значительно сокращено описание символики герба, относительно варианта 2003 года, и оно стало более лаконичным.
26 апреля 2007 года были внесены дополнения в Положение о гербе Комсомольского муниципального района, утверждённое решением Собрания депутатов в 2005 году. Описание герба и его символики не менялось.